# Robert Jarvik
Robert Jarvik (født 5. november 1946, død 26. maj 2025) var opfinder af det kunstige hjerte, Jarvik-7, der blev brugt i den første permanente implantation af et kunstigt hjerte.
Patienten var tandlægen Barney Clark.